# Encosta Superior do Nordeste
A Encosta Superior do Nordeste é uma região fisiográfica do Rio Grande do Sul. É formada pelos municípios de: Caxias do Sul, Bento Gonçalves, Guaporé, Flores da Cunha,  Nova Prata, Farroupilha, Garibaldi.
Possui área de 7.683 km² e faz divisa com a Encosta Inferior do Nordeste e os Campos de Cima da Serra. Está situada em altitude entre 300 a 600 metros nos vales, até 800 metros nos limites com o planalto.
A vegetação desta região se mostra transitória entre florestas latifoliadas e pinhais. As latifoliadas ocupam as partes inferiores, sendo bem exuberantes, passando para florestas mistas e com pinhais nas partes mais elevadas, nas encostas mais suaves e em vales largos.
A Encosta Superior do Nordeste situa-se na Bacia do rio Taquari-Antas e na Bacia do rio Caí.